# Tackjärn

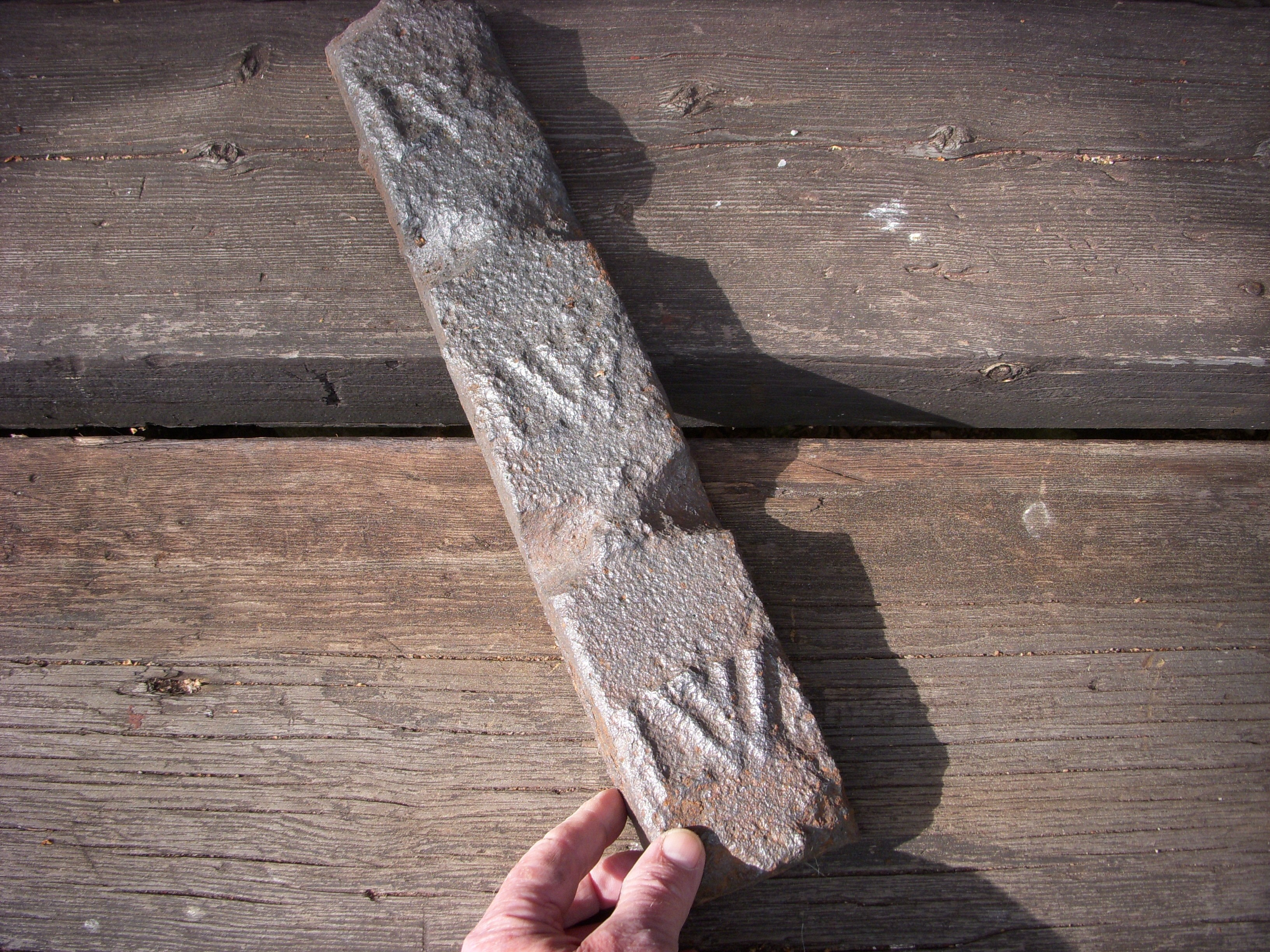
Ett tackjärn från 1800-talets Bergslagen. Märkningen "LW" står för Ludvika bruk.

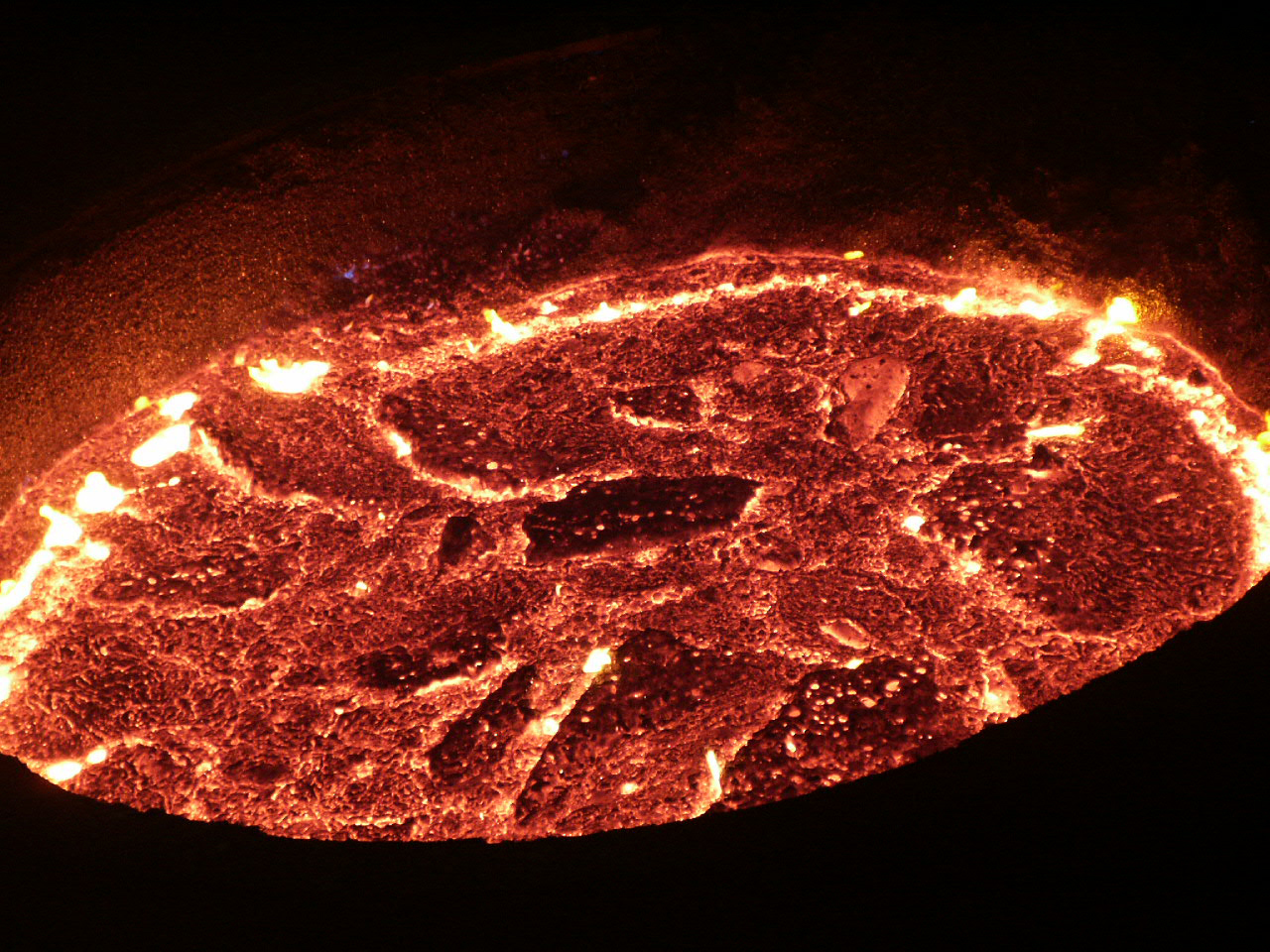
Flytande råjärn.

Tackjärn eller råjärn är järn med en kolhalt på över 4 %, framställt i masugn eller annan smältugn ur malm och traditionellt gjutet till tackor. Tackjärnet kan ha varierande grad av kol i sig, därför varierar också smältpunkten. Tackjärn med kol löst i sig (så kallat vitt tackjärn) kan användas som råvara till framställning av gjutjärn, men i allmänhet är tackjärn råvara för vidare förädling innan metallen används.
I modern stålframställning förekommer detta material enbart som en mellanprodukt i flytande form med runt 4,5 % kolhalt, då under beteckningen råjärn. Beteckningen tackjärn används idag enbart för gjutet råjärn, vilket normalt inte sker i modern stålframställning, där råjärnet får sin kolhalt justerad och vidareförädlas till råstål utan att tillåtas stelna.
Den process, varvid kol- och föroreningshalten i tackjärnet sänktes under 2 % för att kunna bli smidbart, kallas färskning. På 1800-talet och tidigare skedde färskningen ofta vid en stångjärnshammare, varvid produkten kallades stångjärn.